# 개체군생태학
개체군생태학 또는 인구생태학은 종 개체군의 역학 및 이러한 개체군이 출생률과 사망률, 이주와 같은 환경과 상호 작용하는 방식을 다루는 생태학의 하위 분야이다.
이 규율은 보존생물학에서 중요하며, 특히 특정 서식지에서 종의 장기 생존 가능성을 예측할 수 있는 개체 생존 가능성 분석 개발에서 중요하다. 개체군생태학은 생물학의 하위 분야이지만 인구역학 분야에서 일하는 수학자 및 통계학자에게 흥미로운 문제를 제공한다.

## 같이 보기
- 밀도의존성
- 인구 밀도
- 생태 분포
- 집단유전학
- 인구 증가